# Nadieżda Tkaczenko
Nadieżda Władimirowna Tkaczenko, po mężu Sapronowa (ukr. Надія Володимирівна Ткаченко, później Сапронова; ur. 19 września 1948 w Krzemieńczuku) – ukraińska lekkoatletka startująca w barwach ZSRR, która specjalizowała się w wielobojach.
Trzykrotna olimpijka (Monachium 1972, Montreal 1976 oraz Moskwa 1980) – w Moskwie wywalczyła złoty medal. Mistrzyni Europy w pięcioboju lekkoatletycznym z 1974 roku. Cztery lata później, podczas kolejnego czempionatu Starego Kontynentu, odniosła zwycięstwo ale została później zdyskwalifikowana z powodu dopingu. Wywalczyła złoto uniwersjady w 1973 roku.